# Władysław Gęborek
Władysław Gęborek ps. „Śmiały” (ur. 25 maja 1887 w Klimontowie, zm. 15 października 1951 w Sosnowcu) – polski górnik, działacz socjalistyczny i związkowy. Poseł na Sejm Ustawodawczy w II RP.

## Życiorys
Syn Tomasza, górnika i Ludwiki z domu Stola. Po ukończeniu 3 klasy szkoły elementarnej, od 11 roku życia pracował w cegielni, a od 1902 w kopalni węgla kamiennego „Klimontów”. Od 1905 był członkiem PPS.
Uczestniczył w działalności agitacyjnej oraz w manifestacjach. 29 czerwca 1907 został aresztowany i po ośmiu miesiącach więzienia został zesłany na 3 lata do guberni tobolskiej. Z zesłania powrócił w grudniu 1910. W styczniu 1911 został powołany do wojska i wysłany na Kaukaz. Został zwolniony z wojska jesienią 1911 z uwagi na zły stan zdrowia. Ponownie podjął pracę w kopalni węgla „Kazimierz”, a następnie w kopalni „Juliusz”. Prawdopodobnie był wówczas członkiem Okręgowego Komitetu Robotniczego PPS w Zagłębiu Dąbrowskim. Od 1912 był członkiem Związku Strzeleckiego.
Od 1916 do 1919 był przewodniczącym Związku Zawodowego Robotników Przemysłu Górniczego w Dąbrowie Górniczej. W czasie I wojny światowej był członkiem Polskiej Organizacji Wojskowej. W czerwcu 1916 zagrożony aresztowaniem wyjechał na krótko do Kielc, gdzie pod fałszywym nazwiskiem pracował w kopalni miedzi, w 1917 wrócił do Klimontowa i za udział w strajku górników w styczniu, marcu i kwietniu 1918 został aresztowany w marcu 1918 i więziony w Zamościu. Został uwolniony wskutek interwencji związków zawodowych po trzech miesiącach. W listopadzie 1918 był komendantem Milicji Ludowej PPS w Klimontowie, i kierował akcją rozbrajania wojsk okupacyjnych. Z ramienia OKR PPS był przewodniczącym Rady Delegatów Robotniczych w Dąbrowie Górniczej, a następnie został burmistrzem Zagórza pod Sosnowcem.
W wyniku wyborów parlamentarnych w 1919 został wybrany z listy nr 1 (PPS), w okręgu wyborczym nr 29 (Sosnowiec). W Sejmie Ustawodawczym jako członek Związku Polskich Posłów Socjalistycznych, był członkiem komisji odbudowy kraju. W Sejmie był współautorem wniosku o wprowadzenie w kopalniach trzeciej zmiany w celu zmniejszenia bezrobocia i zwiększenia wydobycia węgla.
Po zakończeniu kadencji powrócił do Klimontowa i ponownie podjął pracę w kopalni. Działał również w spółdzielczości spożywców, od 1923 był członkiem Rady Nadzorczej Związku Robotniczych Stowarzyszeń Spółdzielczych.
W 1925 wraz z rodziną wyemigrował do Francji, gdzie pracował w kopalniach soli potasowych w okolicy Nancy, następnie pracował dorywczo jako dozorca w kopalniach i na biedaszybach, często był bezrobotny. W 1928 powrócił do Polski, ale po dwóch latach otrzymał pracę w kopalni „Helena” w Niwce. Od 1934 ponownie był bezrobotny, zajmując się wydobywaniem węgla z biedaszybów. W latach 1928–1939 był członkiem PPS i Centralnego Związku Górników w Zagłębiu Dąbrowskim.
Podczas okupacji brał udział w konspiracyjnej PPS-WRN i był jednym z organizatorów Gwardii Ludowej WRN w Zagłębiu. Od końca II wojny światowej do 1949 pracował jako górnik w kopalni „Klimontów”, a po przejściu na emeryturę był sołtysem Klimontowa.

## Odznaczenia
- Krzyż Niepodległości – 1932
- Złoty Krzyż Zasługi